# 13824 Крамлік
13824 Крамлік (13824 Kramlik) — астероїд головного поясу, відкритий 5 листопада 1999 року.
Тіссеранів параметр щодо Юпітера — 3,589.